# Méthylmalonyl-coenzyme A
La méthylmalonyl-coenzyme A, généralement écrite méthylmalonyl-CoA, est un thioester de la coenzyme A et de l'acide méthylmalonique.
Les deux énantiomères, L et D, de la méthylmalonyl-CoA interviennent dans la dégradation des lipides à travers la séquence de réactions suivantes :
- la D-méthylmalonyl-CoA est issue de la propionyl-CoA (elle-même issue de la bêta-oxydation des acides gras à nombre impair d'atomes de carbone) sous l'action de la propionyl-CoA carboxylase, avec la biotine (vitamine B8) comme coenzyme ;
- la D-méthylmalonyl-CoA est isomérisée en L-méthylmalonyl-CoA par la méthylmalonyl-CoA épimérase ;
- la L-méthylmalonyl-CoA est convertie en succinyl-CoA sous l'action de la méthylmalonyl-CoA mutase avec l'adénosylcobalamine (vitamine B12) comme cofacteur, ce qui lui permet notamment d'entrer dans le cycle de Krebs.

Elle intervient également dans la dégradation de certains acides aminés tels que l'isoleucine, la méthionine, la thréonine et la valine.

## Maladies apparentées
Dans la maladie métabolique de l'acidurie combinée malonique et méthylmalonique (CMAMMA) due à l'ACSF3, la méthylmalonyl-CoA synthétase est réduite, ce qui convertit l'acide méthylmalonique toxique en méthylmalonyl-CoA et l'alimente ainsi dans le cycle de Krebs,. Il en résulte une accumulation d'acide méthylmalonique.